# Onder Dak

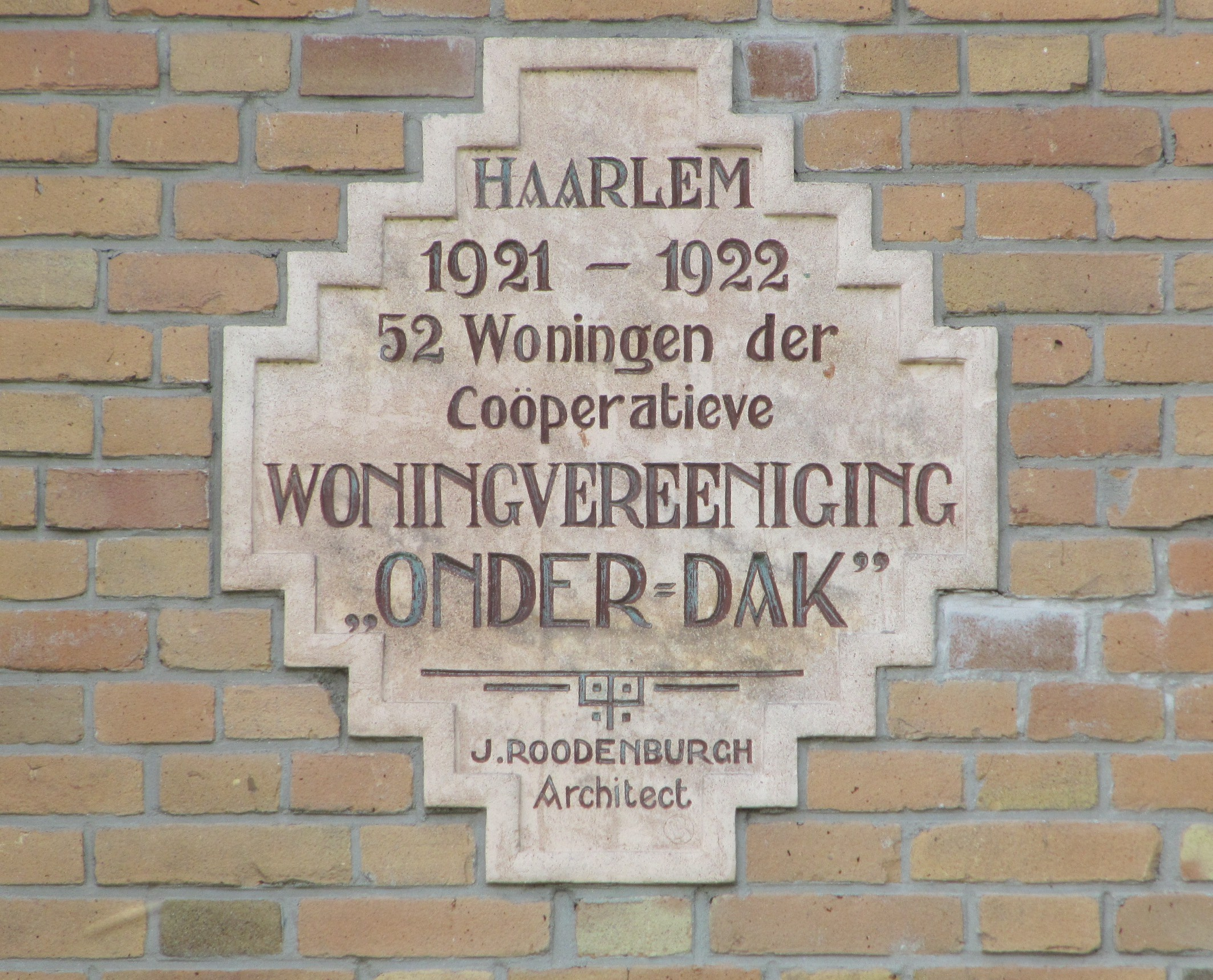
Gedenksteen in gevel Engelszstraat 29

Onder Dak is een complex van 52 woningen aan de Kleverlaan, Hedastraat, Engelzstraat en Dusarstraat in Haarlem gebouwd in de periode 1921-1923 door de coöperatieve vereniging Onder Dak. Het complex is door J. Roodenburgh ontworpen als middenstandswoningen. De verschillende vrijstaande woningen en woningblokken in dit complex zijn rijksmonumenten. De woningen bevatten kenmerken van de cottagestijl. De oorspronkelijke binnentuin van het complex werd later verdeeld over de achtertuinen van de woningen.

## Sculptuur

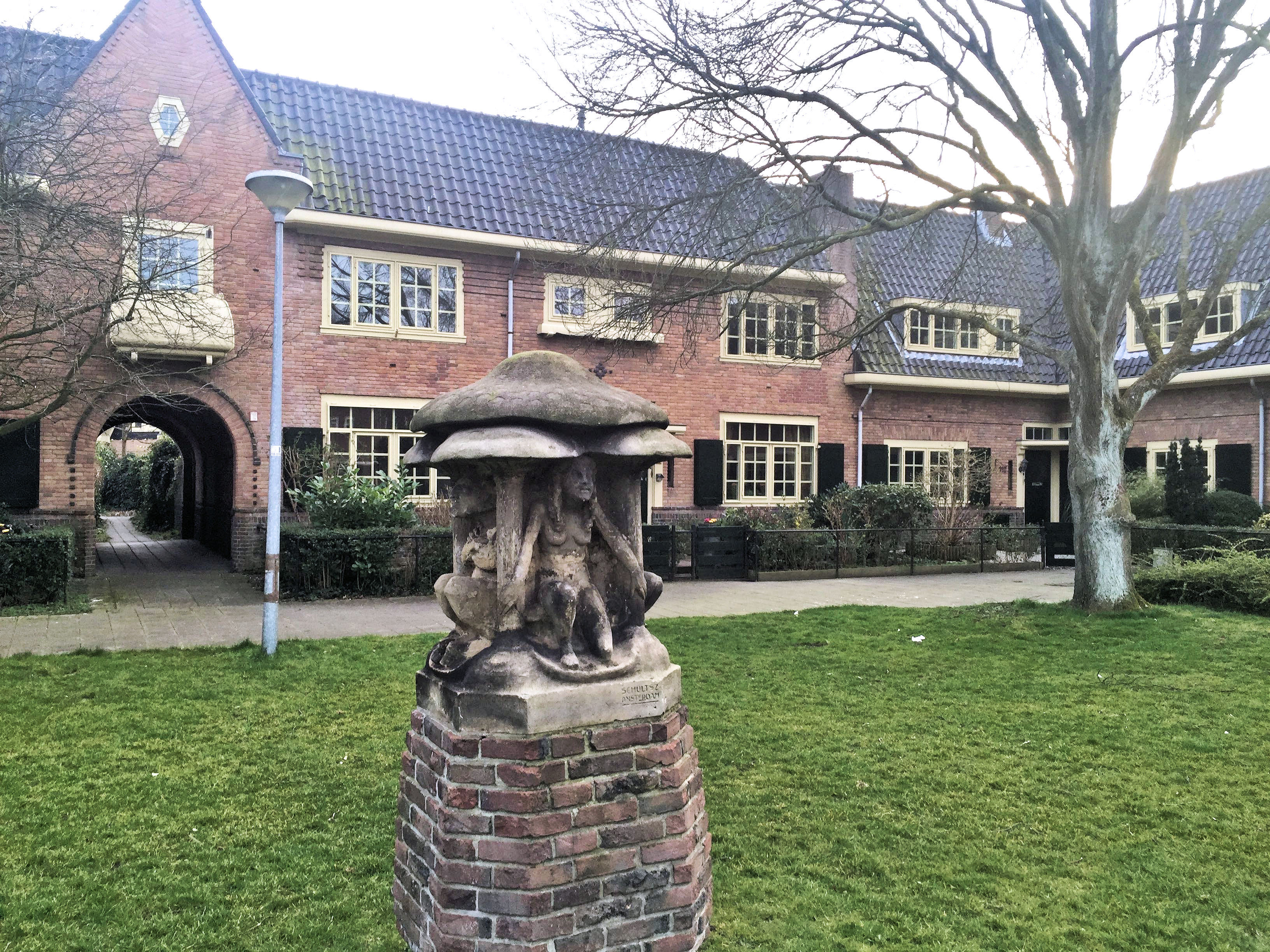
Sculptuur van Schultsz

Het sculptuur in de tuin aan de Kleverlaan is eveneens beschermd. Het sculptuur is ter herinnering aan de bouw geplaatst in 1923 en een werk van Jan Schultsz. Het is circa 1,8 meter hoog en bestaat uit een achtzijdige bakstenen sokkel met daarop een natuurstenen beeld. Dit beeld geeft vier sprookjesfiguren weer die schuilen onder paddenstoelen. In het oostelijk vlak van het beeld is een schuilende mannelijke figuur met ramshoorns afgebeeld. In het noordelijke vlak is een naakte vrouwelijke figuur die schuilt afgebeeld. In het westelijke vlak is de schuilende figuur een kabouterachtige, en in het zuidelijk vlak een naakte vrouwelijke figuur.

## Gedenksteen
In de voorgevel van Engelszstraat 29 bevindt zich in het midden ter hoogte van de verdieping een natuurstenen gedenksteen met de tekst: "HAARLEM, 1921-1922, 52 Woningen der Coöperatieve Woningvereeniging "ONDER-DAK", J. Roodenburgh Architect".